# Rostres impériaux
Les Rostres impériaux (en latin : Rostra Augusti) servent depuis la fin de la République romaine aux orateurs pour s'exprimer devant la foule assemblée sur l'esplanade du Forum Romain. Il existe sur le Forum Romain deux autres tribunes appelées aussi « Rostres », une devant le temple des Dioscures et l'autre devant le temple de César (Rostra Iulii).

## Localisation
Les Rostres se situent sur le Forum Romain, en avant du temple de la Concorde, au sud de l'arc de Septime Sévère. La tribune n'est plus directement associée à la Curie. Elle est placée de façon que l'orateur qui s'y exprime puisse faire face à la foule sur l'esplanade du Forum dont elle marque la limite nord-ouest (voir le plan).

## Histoire
Dès 54 av. J.-C., Jules César, soucieux de marquer la ville de son empreinte, commence, avec l'aide de Cicéron et d'autres alliés, à acquérir des terrains voisins du Forum Romain. La construction du forum de César entraine un réaménagement du Comitium dont une partie disparaît sous la nouvelle curie. Il prévoit de reconstruire les Rostres républicains une cinquantaine de mètres vers le sud-ouest à l'emplacement d'une tribune qui existait déjà, devant le temple de la Concorde. Les Rostres sont inaugurés en même temps que la Curie Julia en janvier 44 av. J.-C., peu avant la mort de César, mais les travaux reprennent après 42 av. J.-C. La tribune est alors baptisée Rostra Nova ou Rostra Caesaris mais certains auteurs la désignent par le terme de Rostra Vetera pour la distinguer de la tribune rostrale en avant du temple de César. Les Rostres sont de nouveau inaugurés en 29 av. J.-C. et sont désignés sous le nom de Rostra Augusti.
À la fin de l'été 14 apr. J.-C., l'oraison funèbre d'Auguste est prononcée par Drusus depuis la tribune et par Tibère depuis les Rostra Iulii, à l'autre extrémité du Forum. C'est sur les Rostres que Néron s'installe, assis sur un trône et accompagné de sénateurs et de prétoriens, afin de recevoir l'allégeance de Tiridate d'Arménie.
En 193, Pertinax est assassiné par les prétoriens et Didius Julianus tente de lui succéder. Septime Sévère intervient et entre dans Rome en juin de la même année. Il fait exécuter Didius Julianus dont la tête est exposée sur les Rostres. Dans le même temps il ordonne des funérailles grandioses pour Pertinax qui se déroulent en partie sur une tribune en bois bâtie à proximité des Rostres,.
En 203, la tribune est en partie reconstruite et modifiée lors de l'érection de l'arc de Septime Sévère. En 470, la tribune est restaurée par le préfet de la Ville Ulpius Junius Valentinus à l'occasion de sa victoire sur les Vandales et est complétée par une extension sur le côté nord-ouest, près de l'arc de Septime Sévère, connue sous le nom de Rostra Vandalica,.

## Description

### Les Rostres de César
Les Rostra Caesaris, la plateforme que César fait construire pour remplacer les Rostres républicains, sont longs d'environ 13 mètres, avec une face courbe et cinq ou six marches incurvées sur l'arrière. La plateforme, assez étroite, s'élève à 3,50 mètres de haut et est recouverte de marbre. Sur la façade, des plaques de marbres de Porta Santa sont séparées par des piliers en marbre africain. Des trous permettent de fixer des ornements mais ils semblent trop petits pour qu'il puisse s'agir d'éperons de navires de guerre.

### Reconstruction augustéenne
Auguste achève les travaux entrepris par César et agrandit la tribune. Sa façade atteint une longueur de 23,80 mètres et en arrière, les marches sont prolongées pour couvrir toute la longueur. La forme courbe des marches est conservée en souvenir de la forme circulaire de l'ancien Comitium. La plateforme, en bois, est agrandie de 10 mètres, supportée par des piliers en brique et entourée sur trois côtés par une balustrade ajourée ouverte au milieu du côté long. Les murs latéraux et la façade se composent de blocs de tuf disposés en opus quadratum et recouverts de marbre. Les éperons de navire y sont fixés sur deux rangées.

### Restaurations impériales
Lors de la construction de l'arc de Septime Sévère, le mur latéral nord-est des Rostres est creusé en hémicycle sur la moitié de sa largeur, laissant apparaître le marbre des Rostra Caesari qui ont été recouverts par l'édifice d'Auguste.
Vers 470, la tribune est agrandie à son extrémité nord-ouest par l'ajout d'une structure trapézoïdale en brique, en avant d'un des piliers de l'arc de Septime Sévère. La façade de l'extension est décorée avec des éperons.

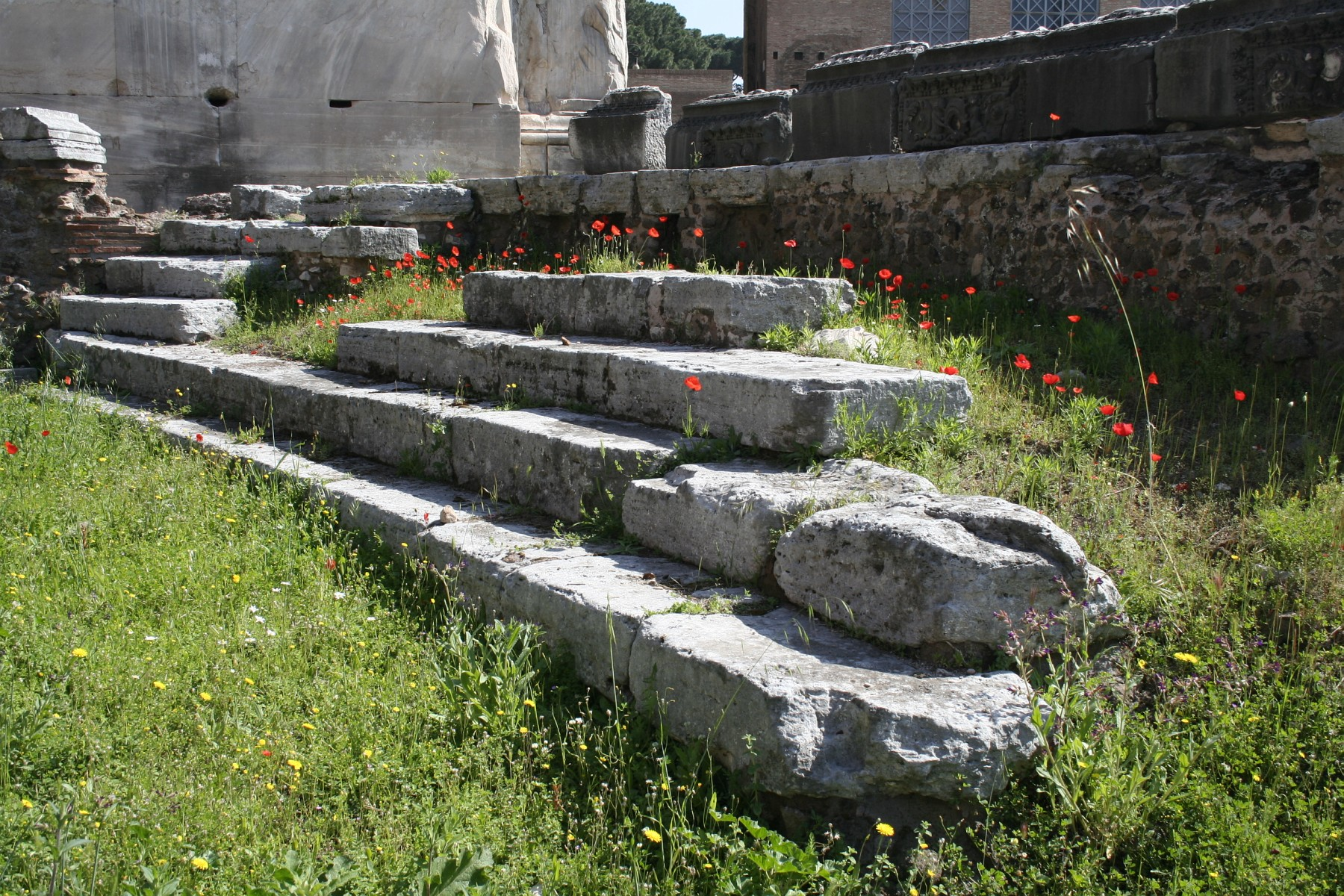
Marches courbes permettant d'accéder à la plateforme.
Reconstitution des Rostra Augusti.
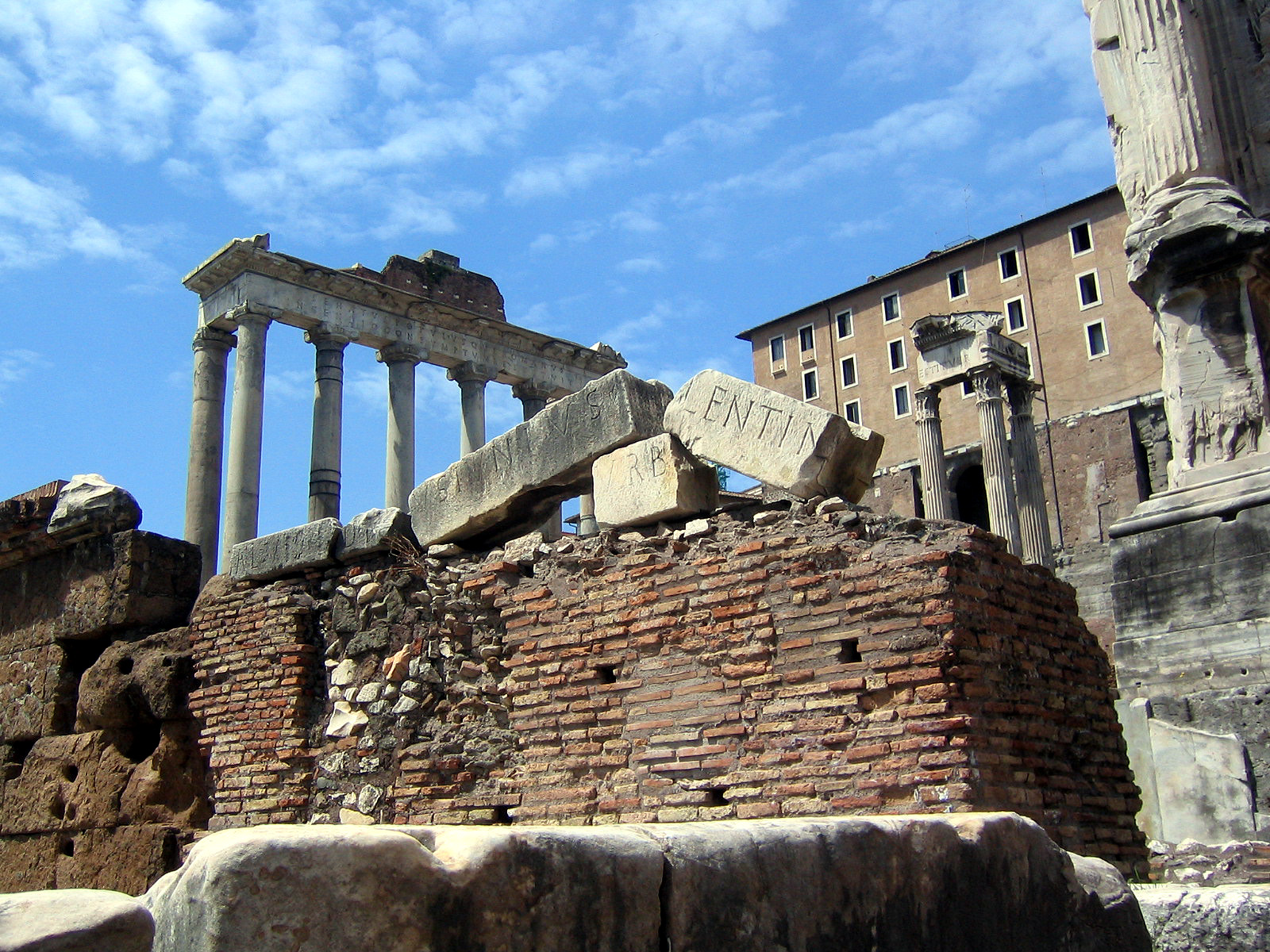
Vestiges de l'extension du IVe siècle.

### Monuments honorifiques
Il est possible que les deux reliefs connus sous le nom de Plutei Traiani ou encore « Anaglyphes de Trajan », retrouvés au pied de la colonne de Phocas et datés du début du IIe siècle, aient été placés sur la balustrade des Rostres, se faisant face à chaque extrémité.
|                                                           |  |  |
| Fragments des Plutei Traiani exposés dans la Curie Julia. |  |  |

La plateforme supporte de nombreuses colonnes et statues honorifiques dont une statue archaïque d'Hercule vêtu d'une tunique (iuxta rostra, Herculis tunicati). En 303, durant la Tétrarchie, sont érigées sur la plateforme cinq colonnes célébrant les dix années de règnes des Césars (Caesarum decennalia feliciter) et les vingt ans de règne des Augustes. Quatre colonnes portent les statues des Césars Galère et Constance Chlore et des Augustes Dioclétien et Maximien. Elles sont placées de part et d'autre d'une cinquième colonne qui soutient une statue de Jupiter.

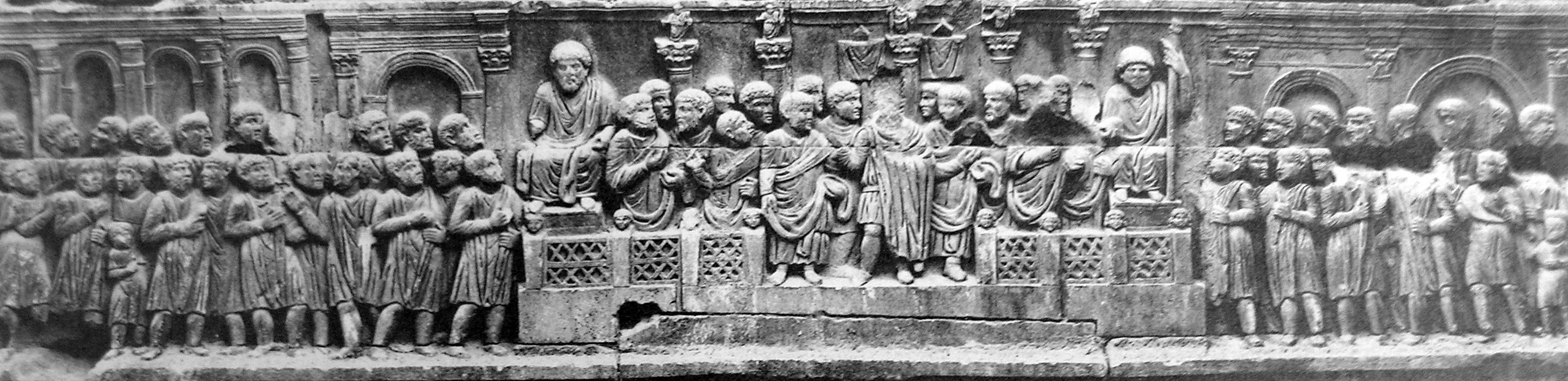
Détail de la frise de l'arc de Constantin, au centre sont représentés les Rostres. En arrière, on aperçoit les colonnes honorifiques dressées sur la tribune et sur les côtés, deux statues assises.

### Ouvrages généraux
- Stéphane Ratti, Antiquité et citoyenneté, Presses Universitaires de Franche-Comté, coll. « Institut des sciences et techniques de l'Antiquité », 2002
- (en) Samuel Ball Platner et Thomas Ashby, A topographical dictionary of Ancient Rome, Londres, Oxford University Press, 1929, 608 p.
- (en) Filippo Coarelli, Rome and environs : an archaeological guide, University of California Press, 2007, 555 p. (ISBN 978-0-520-07961-8, lire en ligne)
- Luc Duret et Jean-Paul Néraudau, Urbanisme et métamorphose de la Rome antique, Les Belles Lettres, coll. « Realia », 2001
- (en) Lawrence Richardson, A New Topographical Dictionary of Ancient Rome, Baltimore, (Md.), Johns Hopkins University Press, 1992, 488 p. (ISBN 0-8018-4300-6)
- Pierre Cordier, Rome, ville et capitale : de César à la fin des Antonins, Éditions Bréal, 2001
- (en) G. Sumi, Ceremony and power : performing politics in Rome between Republic and Empire, University of Michigan Press, 2005

### Ouvrages sur les Rostres
- (it) Paolo Liverani, « Osservazioni sui rostri del Foro Romano in età tardoantica », dans Anna Leone, Domenico Palombi et Susan Walker (dir.), Res Bene Gestae : ricerche di storia urbana su Roma antica in onore di Eva Margareta Steinby, Edizioni Quasar, 2006, p. 169-193